# Sarah Hardaker
Sarah Louise Hardaker (* 1. Dezember 1975 in Dartford) ist eine englische Badmintonspielerin. 

## Karriere
Sarah Hardaker nahm 2000 an Olympia teil. Sie startete dabei im Damendoppel mit Joanne Davies und wurde 9. in der Endabrechnung. Neben dem Gewinn von Bronze bei Junioren-Europameisterschaften war sie international unter anderem Spanien, Irland, Portugal und bei den French Open erfolgreich. 1995 gewann sie alle drei Titel bei den Bermuda International.

## Sportliche Erfolge
| Saison | Veranstaltung                             | Disziplin   | Platz | Name                              |
| ------ | ----------------------------------------- | ----------- | ----- | --------------------------------- |
| 1993   | Junioren-Europameisterschaft              | Mixed       | 3     | Lee Boosey / Sarah Hardaker       |
| 1993   | England: Einzelmeisterschaft der Junioren | Mixed       | 1     | Lee Boosey / Sarah Hardaker       |
| 1994   | Hungarian International                   | Mixed       | 1     | Ian Pearson / Sarah Hardaker      |
| 1994   | Hungarian International                   | Damendoppel | 1     | Sarah Hardaker / Rebecca Pantaney |
| 1994   | England: Einzelmeisterschaft der Junioren | Damendoppel | 1     | Sarah Hardaker / Rebecca Pantaney |
| 1995   | Bermuda International                     | Mixed       | 1     | Steve Isaac / Sarah Hardaker      |
| 1995   | Bermuda International                     | Damendoppel | 1     | Yvonne Fox / Sarah Hardaker       |
| 1995   | Bermuda International                     | Dameneinzel | 1     | Sarah Hardaker                    |
| 1997   | French Open                               | Mixed       | 1     | Peter Jeffrey / Sarah Hardaker    |
| 1998   | Portugal International                    | Damendoppel | 1     | Tracy Dineen / Sarah Hardaker     |
| 1998   | Weltmeisterschaften der Studenten         | Damendoppel | 3     | Sarah Hardaker / Gail Emms        |
| 2000   | Irish Open                                | Damendoppel | 1     | Emma Chaffin / Sarah Hardaker     |
| 2000   | Olympia                                   | Damendoppel | 9     | Sarah Hardaker / Joanne Davies    |
| 2001   | Spanish International                     | Damendoppel | 1     | Emma Chaffin / Sarah Hardaker     |